# 舍夫琴卡 (捷普利克區)
48°40′4″N 29°35′26″E / 48.66778°N 29.59056°E
舍夫琴卡（烏克蘭語：Шевченка），是烏克蘭的村落，位於該國西南部文尼察州，由海辛區負責管轄，面積0.08平方公里，2001年人口208，人口密度每平方公里2,701.3人。